# Natură statică: flori
Natură statică: flori este o pictură în ulei pe pânză realizată de Auguste Renoir în 1885 și aflată în prezent în Colecția Thannhauser la Muzeul Solomon R. Guggenheim din New York, Statele Unite ale Americii.
Această pictură din 1885 este similară cu Natura moartă: flori și pere despre care se crede că a fost pictat cu un an mai devreme, dar în acest caz Renoir nu a inclus fructele și fața de masă și a fost mai reținut în utilizarea culorii.